# Chroberz (gmina)
Chroberz – dawna gmina wiejska istniejąca do 1954 roku w woj. kieleckim. Siedzibą władz gminy był Chroberz. 
W okresie międzywojennym gmina Chroberz należała do powiatu pińczowskiego w woj. kieleckim. Po wojnie gmina zachowała przynależność administracyjną. Według stanu z dnia 1 lipca 1952 roku gmina składała się z 14 gromad: Aleksandrów, Byczów, Chroberz, Kozubów, Młodzawy Duże, Młodzawy Małe, Mozgawa, Sadek, Stradów, Wojsławice, Wola Chroberska, Zagaje Stradowskie, Zagorzyce i Zawarża.
Jednostka została zniesiona 29 września 1954 roku wraz z reformą wprowadzającą gromady w miejsce gmin. Po reaktywowaniu gmin z dniem 1 stycznia 1973 roku gminy Chroberz nie przywrócono, a jej dawny obszar wszedł głównie w skład gmin Pińczów i Złota.